# Дорохов, Илья Диомидович
Илья Диомидович Дорохов (2 августа 1925 — 24 января 2003) — передовик советского сельского хозяйства, председатель колхоза имени Ленина Аларского района Усть-Ордынского Бурятского автономного округа Иркутской области, Герой Социалистического Труда (1981). Депутат Верховного Совета СССР 10 и 11 созывов.

## Биография
Родился 2 августа 1925 года на уч. Пушаковский Баяндаевского района Иркутской области в крестьянской семье. В 1941 году, в возрасте шестнадцати лет, с началом Великой Отечественной войны, стал работать скотоводом местного колхоза «VI съезд Советов». С 1945 по 1948 год был призван и проходил воинскую службу в Советской Армии.
Демобилизовавшись, возвратился в родной колхоз и стал трудиться бригадиром полеводческой бригады. В 1949 году по путёвке райкома комсомола был направлен на службу в органы внутренних дел.
В 1953 году был избран председателем колхоза «Путь к коммунизму» в деревне Покровка Баяндаевского района и в этом же году стал членом КПСС. Позже его направили на учёбу в Улан-Удэнскую советско-партийную школу. После окончания школы с 1964 по 1985 год работал председателем колхоза имени Ленина Аларского района.
Под его чутким руководством была проведена огромная работа по укреплению материально-технической базы колхоза и социальному обустройству села. Работники колхоза, досрочно выполнили обязательства по производству и продаже всех видов сельхозпродукции и задания 10-й пятилетки (1976-1980), сумели получить с каждого гектара не менее 24 центнеров зерна и 3934 литра молока на каждую фуражную корову. По результатам такой работы колхоз был награждён орденом Трудового Красного Знамени.
Указом Президиума Верховного Совета СССР от 13 марта 1981 года за выдающиеся успехи, достигнутые в выполнении заданий десятой пятилетки и социалистических обязательств по увеличению производства и продажи государству продуктов земледелия и животноводства, Илье Диомидовичу Дорохову присвоено звание Героя Социалистического Труда с вручением ордена Ленина и золотой медали «Серп и Молот».
В 1985 году вышел на заслуженный отдых.
Избирался депутатом Верховного Совета СССР 10—11 созывов (1979—1989) от Иркутской области. Был депутатом Иркутского областного Совета народных депутатов, избирался делегатом XXVI съезда партии.
Последние годы проживал в городе Иркутске. Умер 24 января 2003 года.

## Награды
- Герой Социалистического Труда — указом Президиума Верховного Совета СССР от 13 марта 1981 года.
- два ордена Ленина (23.06.1966, 13.03.1981)
- Орден Октябрьской Революции (08.04.1971)
- Орден Трудового Красного Знамени (10.03.1976)
- другие медали
- Почётный гражданин Аларского района.